# Centre d'étude des supports de publicité
Le Centre d'étude des supports de publicité (CESP), fondé en 1957 par René Gustave Félix Dubois, est une association interprofessionnelle française qui regroupe l'ensemble des acteurs du marché publicitaire concernés par l'étude de l'audience des médias (annonceurs, agences et conseils médias, centrales d'achat d'espace, médias et régies publicitaires). Il est chargé de l'audit des mesures d'audiences de référence.
En parallèle de cette activité, il assure également des missions de certification et de conseil en France et à l'international.

## Histoire

### Création
La création du CESP provient de René Gustave Félix Dubois qui, après avoir occupé différentes fonctions au sein de plusieurs syndicats et fédérations d'acteurs de la presse, veut créer un outil capable de mesurer l'audience de la dite presse, réclamé par les différents professionnels du secteur. C'est dans cette optique que l'association est créée en 1957. La première étude est ainsi réalisée en collaboration avec l'Insee. En 1961, quatre ans après sa création, le CESP réalise la première étude permettant de mesurer la performance des campagnes d'affichage publicitaire dans les agglomérations de plus de 20 000 habitants.

### Opérateur d'études
En 1964, les différentes catégories de presse sont unifiées sous une étude d'audience unique. De plus, la mesure devient annuelle et uniquement réalisée par le CESP. La même année, la mesure de la fréquentation des cinémas rejoint le champ de compétences du CESP tandis que la première enquête sur l'écoute de la radio est lancée.
En 1968, la démocratisation de l'audiovisuel en France apporte le besoin d'en connaître l'audience, notamment lors de l'ouverture de la première chaîne de l'ORTF à la publicité le 1er octobre de cette même année : avec les différentes mesures d'audience qu'il effectue déjà, le CESP est alors choisi pour mesurer également la télévision. Ainsi, un effectif de 12 000 à 14 000 individus est interrogé chaque année. Le recueil de l'information est alors effectué sur plusieurs vagues par an en face à face au domicile de l'individu enquêté
Jusqu'au début des années 80, le CESP est ainsi en charge de l'étude d'audience des principaux médias.

### Passage à l'audit et au contrôle
En 1981, le nouvellement créé CEO (Centre d'Étude d’Opinion) lance une nouvelle mesure d'audience de la télévision : l'Audimat. Bien que le panel de cette mesure ne soit que de 650 foyers à son origine et qu'elle ne permette par conséquent pas de déterminer précisément le nombre et le profil des téléspectateurs, elle apporte l'avantage d'obtenir les résultats dans un délai très court, du jour au lendemain, tout en étant plus bien affiné : là où l'étude du CESP n'apportait une précision que de l'ordre du quart d'heure, l'Audimat obtient des données à la minute près. Enfin, il n'est pas soumis à des biais dus aux déclarations des enquêtés de l'étude du CESP qui peuvent parfois effectuer des approximations sur leur consommation. Les données de l'Audimat sont alors uniquement exploitées en interne par les chaînes sans être communiquées au marché publicitaire.
Le lancement des trois nouvelles chaînes privées Canal+, La Cinq et TV6 entre 1984 et 1986 renforce l'intérêt de l'Audimat pour ces dernières, bien qu'elles ne soient pas encore émises sur tout le territoire. À la suite de la victoire de la droite aux élections législatives de 1986, le nouveau gouvernement Jacques Chirac décide la privatisation de l'une des trois chaînes publiques. Le choix du gouvernement se porte finalement sur TF1, estimée comme étant la plus à même de faire face à la concurrence. La chaîne et son nouveau groupe entrent en bourse le 24 juillet 1987, détenus par le groupe Bouygues : les seuls financements de la chaîne sont désormais issus de la publicité et l'audience devient un véritable enjeu.
En 1988, l'institut Médiamétrie, qui a succédé au CEO, adapte sa mesure à la demande des chaînes de pouvoir cibler au niveau individuel et non seulement au niveau du foyer par un système de bouton poussoir inclus dans le nouvel audimètre ; l'Audimat devient le Mediamat. Il lance peu de temps avant, en 1986, sa mesure d'audience de la radio : la « 55 000 », devenu aujourd'hui la « 126 000 » en référence à l'effectif de l'échantillon interrogé en un an.
En 1990, le CESP arrête la prise en charge de l'étude de l'audience de la télévision, le Mediamat étant devenue la mesure de référence. Entre 1991 et 1992, il produit sa dernière étude d'importance : « Budget - Temps Multi Médias » pour étudier l'emploi de temps des individus associé à leur fréquentation des médias.
Le 16 décembre 1992, le CESP devient officiellement un organisme tripartite entre les annonceurs, les publicitaires et l'ensemble des médias par la signature de sa charte. Dès lors, il assure dès lors l'audit des études médias menées en France : l'étude sur la presse est alors confiée à l'IPSOS l'année suivante.

### Diversification et expansion à l'international
En 1995, le CESP réalise son premier audit d'une enquête internationale. À l'automne 1996, la mise à disposition d'Internet au grand public depuis 1994 en France et la croissance exponentielle de la bulle Internet depuis l'année précédente pousse à la création d'un groupe de travail au sein du CESP pour étudier la problématique posée par la mesure d'audience de ce réseau mondial, encore alors à ses balbutiements. Une terminologie est rédigée dans ce but. Un collège dédiée à Internet est créé en 1997, dans le but de tester les logiciels de comptages des connexions sur les sites web : la pénétration d'Internet est encore trop faible à ce moment pour réaliser un véritable audit. Le premier sera lancé en 1999.
Les premières interventions auprès d'instituts étrangers ont lieu à partir de 2001, d'abord en Europe et en Afrique avant que la zone d'activité du CESP ne s'étende à l'Asie et au Moyen-Orient à la fin des années 2010.
En parallèle, le CESP participe à la mise en place de plusieurs certifications avec différents acteurs publicitaires et étend ses audits aux entreprises privées.

## Identité visuelle

Logo avant 2008
Logo de 2008 à 2019
Logo depuis septembre 2019

## Activités de l'association
La mission du CESP est de garantir la qualité des études d'audience et autres outils utilisés par le marché publicitaire, de façon que la monétisation des espaces publicitaires s'effectuent sur la base de référentiels pertinents.

### Audit
Le CESP audite toutes les études d'audience de référence en France, notamment le Médiamat et la 126 000 Radio de l'institut Médiamétrie, mais aussi des études ou outils propriétaires à la demande de clients ou de ses adhérents.
Les rapports d'audits publiés par l'association sont vérifiés en amont par un comité scientifique composé d'enseignants-chercheurs et de professionnels des médias.

### Conseil
Au cours des audits, le CESP apporte également des pistes d'amélioration de façon à favoriser le respect des meilleures pratiques de méthodologie. En dehors, il accompagne aussi des appels d'offres.
Son offre de conseil est principalement destinée à ses adhérents mais l'est également à toute entité qui en fait la demande.

### Certification
Le CESP effectue des certifications et des labellisations de solutions de mesure d'impact publicitaire. Il crée à ce titre des référentiels correspondant à des listes de critères de contrôle avec l'interprofession concernée avant de mettre en œuvre les contrôles pour évaluer la conformité de la solution aux critères prédéfinis.

### Contrôle du terrain
Les collaborateurs du CESP effectuent des contrôles réguliers auprès des enquêteurs chargés du recueil de l'information servant aux différentes études d'audience. Le contrôle s'effectue sur plusieurs aspects, notamment la présence aux séances de formation des enquêteurs et la vérification de l'application des consignes de l'enquête sur le terrain.

## Gouvernance

### Conseil d'administration
Le conseil d'administration du CESP, présidé par Pierre Conte, supervise la gestion et la stratégie de l'association. Il est composé de plusieurs acteurs :
- Régies publicitaires : TF1 PUB, M6 Publicité, France Télévision Publicité, Next Media Solutions, Reworld Media, Les Echos Le Parisien Médias, 366, JCDecaux, Clear Channel, Verizon, Google
- Représentants des annonceurs : Union des marques
- Agences médias : Dentsu Aegis Network, Havas, Omnicom Group, UDECAM
- Agences de communication : AACC
- Autres supports de communication : Orange

### Présidence
| Période                                 | Période          | Nom                  | Qualité |
| --------------------------------------- | ---------------- | -------------------- | --- |
| Les données manquantes sont à compléter |                  |                      | |
| Janvier 1998                            | Janvier 2002     | Patrice Saugeron     | Directeur général de McCann France                                                                                                   |
| Janvier 2002                            | Mars 2008        | Jean-Louis Laborie   | Vice-président d'Optimum Media Direction Europe Assure également l'intérim du poste de directeur général à partir du 15 février 2008 |
| Mars 2008                               | 17 novembre 2011 | Michel Grandjean     | Fonction cumulée avec celle de directeur général                                                                                     |
| 17 novembre 2011                        | 23 janvier 2014  | Bertrand Beaudichon, | Vice-président d'Omnicom Media Group Directeur général de PHD Président de l'UDECAM                                                  |
| 23 janvier 2014                         | 4 juin 2020      | Gérard Noël          | Vice-président directeur général de l'Union des annonceurs                                                                           |
| 4 juin 2020                             | En cours         | Pierre Conte         | |

## Autres informations
Ses missions sont : Assurer l'audit et la labellisation des études et des recherches sur les médias ainsi que leurs audiences.
Il apporte son expertise tant en France qu'à l'international sur des travaux concernant les médias, sur de nouveaux outils et techniques.
Au niveau international, il est membre de plusieurs organismes :
- Emro : Association of European Media Research Organisations[10]
- I-JIC : Association internationale des JIC (Joint Industry Committee)[11]